# تسلق لذوي الاحتياجات الخاصة
الـتسلق الرياضي هو تسلق تنافسى للرياضيين ذوي الإعاقات .
يحدد نظام التصنيف من هو المؤهل للتنافس في رياضة التسلق لذوي الإعاقة، ويصنف الرياضيين الذين لديهم إعاقات مؤهلة في فئات رياضية. يتم تصنيف الرياضيين في فئة رياضية بناء على مدى تأثير إعاقتهم على قدرتهم على أداء الأنشطة الأساسية في التسلق لذوي الإعاقة.
يميز التصنيف الرياضي في المنافسات بين التسلق الرياضي لذوي الإعاقة والتسلق التكيفى بشكل عام.

## تاريخ اللعبة
يقوم الاتحاد الدولي لرياضة التسلق بتنظيم مسابقات تسلق ذوي الإعاقة منذ أول حدث دولي في عام 2006 في يكاترينبورغ، روسيا. نمت الرياضة، وتم إضافة دوري منتظم إلى جدول الجمعية الدولية للتسلق بدءاً من عام 2010. وقد أقيمت بطولات العالم لتسلق المعاقين تحت إشراف الاتحاد منذ عام 2011. تقام بطولة العالم للتسلق الرياضي لذوي الإعاقة التابعة للاتحاد الدولي لتسلق الجبال جنبا الى جنب مع بطولة العالم لتسلق الجبال، مما يعزز من ظهور الرياضيين ذوي الإعاقة على نفس الساحة مع الرياضيين الآخرين.
في يناير 2017، منحت اللجنة البارالمبية الدولية الاتحاد الدولي لرياضة التسلق صفة "الاتحاد الدولي المعترف به".

## تطوير
في أكتوبر 2018، أعلن الاتحاد الدولي لرياضة التسلق عن خطة لتطوير رياضة التسلق للمعاقين. تشمل الخطة الاستراتيجية للاتحاد الدولي لرياضة التسلق 2020–2028 خططًا "لاضفاء الطابع الاحترافي على رياضة التسلق للمعاقين لتلبية معايير اللجنة البارالمبية الدولية وتهدف الى إدراجها في دورات الألعاب البارالمبية المستقبلية، بدءًا من لوس أنجلوس 2028."
في عام 2023، تم التخطيط لإقامة ثلاث بطولات لكأس العالم لتسلق المعاقين (في إنسبروك بالنمسا، وفي فيلارد بسويسرا، ومكان غير محدد في الولايات المتحدة) بالإضافة إلى بطولة العالم (في برن، سويسرا).
فى يناير 2023، اختارت اللجنة البارالمبية الدولية رياضة التسلق لذوي الإعاقة كأحد خيارين جديدين للرياضات في دورة الألعاب البارالمبية الصيفية 2028، مع تأجيل الموافقة الى اللجنة المنظمة للألعاب. في يونيو 2024، اختارت اللجنة المنظمة لوس أنجلوس 2028 لادراج رياضة التسلق لذوى الإعاقة.

## صيغ المنافسة
في تسلق المنافسات، هناك ثلاثة أنماط للتسلق: التسلق بالقيادة، التسلق بالسرعة، والتسلق على الصخور. ويعتبر التسلق بالقيادة هو النمط السائد.
في المسابقات، يتم تحديد الترتيب بناءً على أعلى ارتفاع تم الوصول إليه أثناء التسلق. يحاول المتسابقون تسلق مسارات غير معروفة حتى يسقطوا. إذا كانت التصنيفات متساوية، يتم استخدام نتائج الجولات السابقة أو الوقت لتحديد ترتيب الرياضيين.

## المشاركة والتصنيف
يشارك في تسلق المعاقين مجموعة واسعة من الأشخاص المختلفين، بما في ذلك المتسلقين ذوي الإعاقة البصرية، والمتسلقين الذين لديهم اختلافات في الأطراف، وأولئك الذين يعانون من إصابات في الدماغ أو إعاقات حركية.
الأرقام الأعلى تعادل مستوى أعلى من القدرة (أقل إعاقة)، بينما الأرقام الأقل تعادل مستوى أقل من القدرة (أكثر إعاقة).
| الفئة        | الفئة | المعايير | مثال للصورة |
| ------------ | ----- | --- | ----------- |
| ضعف البصر    | B1    | حدة البصر أقل من 2.60 لوغاريتم (العمى). |             |
| ضعف البصر    | B2    | لوغاريتم من 1.50-2.60 و/أو مجال الرؤية أقل من 10°. |             |
| ضعف البصر    | B3    | لوغاريتم من 1-1.40 (20/200-20/500 على مخطط سنيلين) و/أو مجال رؤية أقل من 40°.                                                                             |             |
| الطرف العلوي | AU2   | لقد انخفضت وظيفة أحد الأطراف العلوية أسفل كوع الرياضيين ولا يوجد لديه مفصل الرسغ الوظيفي.                                                                 |             |
| الطرف العلوي | AU3   | غياب يد واحدة أو أصابع متعددة في كلتا اليدين أو ضعف وظفيتها.                                                                                              |             |
| الطرف السفلى | AL1   | انخفض كبير في الاستخدام الوظيفي للتسلق أو غياب الأطراف السفلية الثنائية.                                                                                  |             |
| الطرف السفلى | AL2   | ضعف في أحد الأطراف السفلية أو اختلاف طول الساق. |             |
| المدى والقوة | RP1   | ضعف في جميع أنواع الضعف المؤهلة مع ضعف شديد في الوظيفة يؤثر على طرفين على الاقل أو يكون احد الأطراف العلوية غائبا أو يكون أستخدامه الوظيفي محدودا للغاية. |             |
| المدى والقوة | RP2   | ضعف في جميع أنواع الضعف المؤهلة مع ضعف متوسط في الوظيفة يؤثر على الجذع و/أو الأطراف.                                                                      |             |
| المدى والقوة | RP3   | ضعف في جميع أنواع الضعف المؤهلة مع ضعف بسيط في الوظيفة يؤثر على الجذع و/أو الأطراف.                                                                       |             |

في موسم 2022-2023، تم دمج فئة AU1 بشكل دائم مع فئة RP1، وأُضيفت فئة جديدة لاختلافات الأطراف العليا. فئة AU3 هي الفئة الرياضية المخصصة للرياضيين الذين يعانون من اختلافات في الأطراف بين المعصم وأطراف الأصابع. مع الحد الأدنى من الإعاقة المتمثل في فقدان ست مفاصل أصابع عبر اليدين. قبل إنشاء هذه الفئة الرياضية، كان العديد من الرياضيين في فئة AU3 مصنفين في فئة RP3.
قبل أي حدث رسمي للاتحاد الدولي للتسلق الرياضي (كأس العالم أو البطولات العالمية)، يتم إجراء جلسة تقييم لأولئك الذين يحتاجون إلى تصنيف.
خلال جلسة التقييم هذه، يقوم المصنفون باختبار الرياضيين البارالمبيين ذوي الإعاقة لتحديد الفئة الرياضية المناسبة لهم. كما يتم التحقق من الوثائق الطبية من قبل المصنفين مسبقًا.

## دمج

دمج ترتيب فئات التسلق الشراعي.

إذا كان هناك عدد غير كافٍ من المتنافسين في فئة معينة، يمكن دمج هذه الفئة مع فئة أخرى "أكثر صعوبة". في البطولات العالمية، يجب أن يتنافس ما لا يقل عن ستة رياضيين على الأقل من أربع دول في كل فئة، بينما تتطلب كؤوس العالم أربعة رياضيين من ثلاث دول في كل فئة، يمكن إجراء عمليات الدمج بشكل متسلسل حتى يتم تحقيق العدد المطلوب من المتسابقين.